# АЭС Коберг
АЭС Коберг (англ. Koeberg Nuclear Power Station) — действующая первая и единственная атомная электростанция ЮАР и Африки.  
АЭС Коберг расположена на юго-западе ЮАР на побережье Атлантического океана в округе Кейптаун Западно-Капской провинции в 30 километрах от города Кейптаун.
На атомной станции Коберг установлены два реактора французского типа CP1 PWR с общей мощностью АЭС – 1 880 МВт. Сооружение АЭС Коберг было начато в 1976 году, а закончено пуском первого энергоблока в 1984. Второй энергоблок был запущен на год позже. 8 января 1982 года, в честь 70-летия Африканского национального конгресса, на станцию было совершено вооруженное нападение. Это принесло станции значительный урон и отложило готовность на полтора года.

## Инциденты
В ноябре 2005 года случились неполадки с шиной передачи, а чуть позже и пожар на линиях ЛЭП. В декабре 2005 был поврежден реактор во время плановой перегрузки топлива. В сентябре 2010 года 91 сотрудник АЭС Коберг получил заражение кобальтом-58.

## Информация об энергоблоках
| Энергоблок | Тип реакторов | Мощность | Мощность | Начало строительства | Физпуск    | Подключение к сети | Ввод в эксплуатацию | Закрытие |
| Энергоблок | Тип реакторов | Чистый   | Брутто   | Начало строительства | Физпуск    | Подключение к сети | Ввод в эксплуатацию | Закрытие |
| ---------- | ------------- | -------- | -------- | -------------------- | ---------- | ------------------ | ------------------- | -------- |
| Коберг-1   | PWR, CP1      | 930 МВт  | 970 МВт  | 01.07.1976           | 14.03.1984 | 04.04.1984         | 21.07.1984          | —        |
| Коберг-2   | PWR, CP1      | 930 МВт  | 970 МВт  | 01.07.1976           | 07.07.1985 | 25.07.1985         | 09.11.1985          | —        |